# Bekir Yıldız
Bekir Yıldız (* 1933; † 1998) war ein türkisch-kurdischer Schriftsteller, der in türkischer Sprache arbeitete. Seine Laufbahn als Autor begann er, nachdem er vier Jahre als türkischer Gastarbeiter bei Heidelberg gearbeitet hatte, mit einer Veröffentlichung über Türken in Deutschland.

## Leben
Yıldız war 1962 als Drucker in die Bundesrepublik gekommen. 1966 verarbeitete er seine Erfahrungen zu dem Buch Türkler Almanyada (dt.: Die Türken in Deutschland), das in Istanbul publiziert wurde. Das Werk bedeutete für das bis dahin in der türkischen Literatur übliche schönfärberische Deutschlandbild eine erste negative Brechung, die später durch die „Gastarbeiterliteratur“ in Deutschland, die auch in die Türkei zurückgetragen wurde, weiter ausdifferenziert wurde. Im Zuge dessen erschien 1974 erstmals ein Werk von Yıldız in deutscher Sprache: eine Erzählung aus dem Buch Alman Ekmegi (dt.: Deutsches Brot) wurde in der Zeitschrift Kürbiskern veröffentlicht.
Ein Hauptthema von Yıldız, der zu den revolutionären Schriftstellern der Türkei gehörte, blieb – selbst nachdem der Kurde das Land in Richtung eines Drittlandes verlassen musste – die von ihm als dekadent empfundene deutsche Gesellschaft.

## Auszeichnungen
- 1971: Sait-Faik-Literaturpreis

## Schriften
In Deutschland erschienene Werke:
- Topkapi-Harran einfach, Erzählung. Übersetzt von Gisela Kraft. Berlin: Harran Verlag, 1983. 112 Seiten, ISBN 3-922578-06-3
- Südostverlies. 3 literarische Reportagen über Anatolien. Hrsg. und übers. von Gisela Kraft. Berlin [u. a.]: Aufbau Verlag, 1990. 170 Seiten, ISBN 3-351-01847-9
- „Der Damaszener“. In: Von Istanbul nach Hakkari. Eine Rundreise in Geschichten. Hrsg. von Tevfik Turan, mit einem Nachwort von Erika Glassen. Zürich: Unionsverlag, Reihe Türkische Bibliothek, 2005.
- „Drei Kameraden“, übers. von Carl Koß. In: Fremde Heimat. Eine Geschichte der Einwanderung aus der Türkei. Hrsg. von Aytac Eryilmaz und Mathilde Jamin. Essen, 1998, S. 128ff.